# Sigurður Breiðfjörð

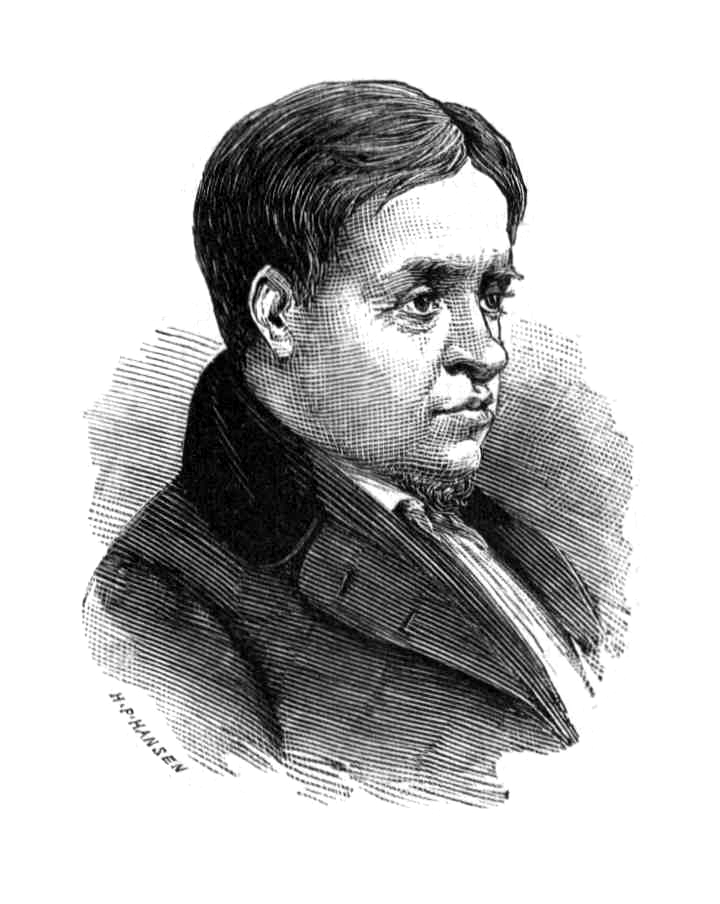
Die Zeichnung wurde von Helgi á Melum nach Sigurðurs Tod erstellt, er wurde soweit man weiß nie gezeichnet, während er noch lebte. Der Stich nach der Zeichnung stammt von H.P.Hansen.

Sigurður Eiríksson Breiðfjörð (* 4. März 1798 auf einer Insel im Breiðafjörður; † 1846 in Reykjavík) ist ein isländischer Dichter, der nicht nur wegen seiner Werke, sondern nicht zuletzt wegen seines abenteuerlichen Lebenslaufes in seinem Lande Berühmtheit genießt.

## Leben
Sigurður wurde auf einer Insel im Breiðafjörður geboren – daher der Künstlername –, die zur Inselgruppe Rifseyjar gehört und sich an der Stelle befindet, an der der Seitenfjord Hvammsfjörður abzweigt. Am Helgafell und auf Bíldsey wuchs er auf. Im Alter von 16 Jahren fuhr er nach Kopenhagen, wo er eine Ausbildung zum Schreiner erhielt. Dort lernte er auch die dänische Dichtung der Zeit kennen und stand von nun an besonders unter dem Einfluss von Jens Immanuel Baggesen.
Wieder zurück in Island, ließ er sich zunächst in Ísafjörður nieder. Dort arbeitete er als Schreiner und erlangte gleichzeitig Bekanntheit als Volksdichter, zumal er schlagfertig war und als Gelegenheitsdichter auftrat.
Als Sigurður Breiðfjörð 26 Jahre alt war, zog er auf die Westmännerinseln um. Er heiratete Sigríður Níkulásdóttir und hatte mit ihr ein Kind. Gleichzeitig erwarb er sich einen Ruf als Frauenheld, wurden ihm doch auch zwei Kinder von anderen Frauen, die im gleichen Jahr geboren wurden, zugesprochen. Im Jahre 1828 verließ er die Westmännerinseln, eigentlich zunächst nur, um jemanden zu treffen, es stellte sich jedoch später heraus, dass er nie mehr dorthin zurückkommen würde.
Nach kurzem Aufenthalt in Helgafell fuhr er abermals nach Kopenhagen und von dort aus nach Grönland, wo er 3 Jahre lang für die dänischen Kaufleute arbeitete, aber auch als Schreiner, und zudem den Grönländern beibrachte, nach isländischer Art Hai zu fischen.
Danach ließ er sich in Stykkishólmur nieder, wo er dank eines reichen Mäzens, des Kaufmanns Árni Ó. Thorlacius, endlich nur als Dichter arbeiten konnte. Im Jahre 1836 kamen nicht weniger als 5 Bücher unter seinem Namen heraus. Damit erlangte er schließlich Berühmtheit.
Diese Berühmtheit brachte ihn in Kontakt mit einer reichen, jungen Witwe, die ihrerseits gerne dichtete und Kristín Illugadóttir hieß. Sie lebte auf dem inzwischen nicht mehr existierenden Hof Grímsstaðir in der Nähe von Arnarstapi auf Snæfellsnes. Diese Frau schrieb ihm einen Liebesbrief in 39 Strophen und die Werbung endete mit einer Hochzeit am 7. Januar 1837 in Helgafell. Sigurður hatte die frühere Ehe mit der Frau auf den Westmännerinseln noch nicht gesetzlich gelöst. Da Doppelehen in Island jedoch nicht erlaubt waren und mit dem Tode bestraft wurden, folgte ein jahrelanger Rechtsstreit, der den finanziellen Ruin der Eheleute bedeutete.
Sigurður verließ im Jahre 1840 den Hof Grímsstaðir und starb einige Jahre darauf verarmt in Reykjavík. Sein Grab befindet sich dort auf dem Friedhof an der Suðurgata.

## Werke
Unter dem Einfluss der Romantik dichtete Sigurður besonders Rímur, eine Art nordischer Ballade, und gilt als Spezialist darin. Bekannt ist z. B. die Ballade über die Sagengestalt Gísli Súrsson.